# Nokia Communicator

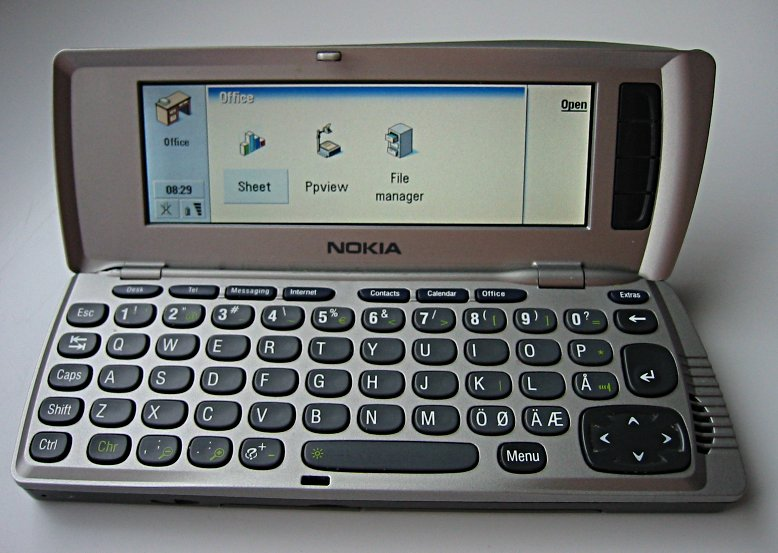
Nokia 9210 Communicator

Nokia Communicator är en serie mobiltelefoner kombinerad med fickdator från Nokia. Operativsystemet är GEOS på de äldre och Symbian på de nyare.
Följande modeller inkluderas i begreppet:
- Nokia 9000
- Nokia 9000i
- Nokia 9110
- Nokia 9110i
- Nokia 9210
- Nokia 9210i
- Nokia 9300
- Nokia 9300i
- Nokia 9500
- Nokia E90